# 松永政行
松永政行（日语：／ Matsunaga Masayuki，1970年3月23日—），生于大阪府，日本男子竞技体操运动员。他曾获得1992年夏季奥运会体操比赛男子团体全能铜牌和男子双杠铜牌。